# R.A.F.I.
A R.A.F.I. az Asian Dub Foundation 1997-es lemeze.

## Számok
1. "Assassin"
2. "Change"
3. "Black White"
4. "Buzzing"
5. "Free Satpal Ram"
6. "Modern Apprentice"
7. "Operation Eagle Lie"
8. "Hypocrite"
9. "Naxalite"
10. "Loot"
11. "Dub Mentality"
12. "Culture Move"
13. "Real Areas For Investigation"